# Ban Khok (huyện)
Ban Khok (tiếng Thái: บ้านโคก) là huyện (amphoe) cực đông bắc thuộc tỉnh Uttaradit, miền nam Thái Lan.

## Lịch sử
Tiểu huyện (king amphoe) Ban Khok được thành lập ngày 1 tháng 7 năm 1977, khi hai tambon Ban Khok và Muang Chet Ton được tách ra từ huyện Fak Tha. Ngày 12 tháng 8 năm 1987, đơn vị này được nâng cấp thành huyện.

## Địa lý
Các huyện giáp ranh (từ phía nam theo chiều kim đồng hồ) là: Nam Pat và Fak Tha thuộc tỉnh Uttaradit, Na Muen và Na Noi thuộc tỉnh Nan. Về phía đông là tỉnh Xaignabouli của Lào.
Sông chính chảy qua huyện là sông Pat, một chi lưu của sông Pat.

## Hành chính
Huyện này được chia thành 4 phó huyện (tambon), các đơn vị này lại được chia ra thành 31 làng (muban). Ban Khok là một thị trấn (thesaban tambon) nằm trên một phần của tambon Ban Khok. Có 3 Tổ chức hành chính tambon.
| STT. | Tên            | Tên Thái | Số làng | Dân số |  |
| ---- | -------------- | -------- | ------- | ------ |  |
| 1.   | Muang Chet Ton | ม่วงเจ็ดต้น | 7       | 3.625  |  |
| 2.   | Ban Khok       | บ้านโคก   | 7       | 3.816  |  |
| 3.   | Na Khum        | นาขุม     | 7       | 3.405  |  |
| 4.   | Bo Bia         | บ่อเบี้ย    | 10      | 3.445  |  |